# Christian Dor
Ne pas confondre avec l'actrice et chanteuse Christiane Dor (1892-1939).
Christian Dor est un réalisateur français.

## Biographie
Christian Dor a travaillé comme technicien pour des films publicitaires ou institutionnels. 
Pendant les années 1990, il a réalisé trois courts métrages, dont Le Bleu du ciel, récompensé par le Prix Jean-Vigo en 1999 après avoir été présenté en 1998 au Festival de Cannes dans la sélection de la Quinzaine des réalisateurs.

## Filmographie (courts métrages)
- 1990 : La Dent
- 1991 : Le Mort (Grand Prix du court métrage policier et noir au Festival du film policier de Cognac en 1992)
- 1998 : Le Bleu du ciel (Prix Jean-Vigo)